# Canon EOS 650D
Die Canon EOS 650D (in Japan EOS Kiss X6, in Nordamerika EOS Rebel T4i) ist eine digitale Spiegelreflex-Kamera des japanischen Herstellers Canon, die in Deutschland und Österreich Ende Juni 2012 in den Markt eingeführt wurde.

## Technische Merkmale
Die Kamera besitzt einen Bildsensor mit einer Auflösung von 18-Megapixel (5184 × 3456). Es sind Reihenaufnahmen mit bis zu fünf Bildern in der Sekunde möglich. Das Display ist dreh- und schwenkbar und bietet auch Touchscreen-Funktionalität. Im Videomodus steht ein kontinuierlicher Autofokus zur Verfügung. Die Empfindlichkeit reicht bis ISO 25.600.
Aktuell ist die Firmware 1.0.5, welche im November 2016 veröffentlicht wurde.
Die Kamera nutzt einen proprietären Akku welcher nur in einigen Canon EOS Kameras Verwendung fand, die Bezeichnung lautet LP-E8, das dazu passende Ladegerät hat die Bezeichnung LC-E8E.
Die Kamera besitzt im Weiteren folgende Merkmale:
- Hybrides Autofokussystem, das mit bestimmten Objektiven ein kontinuierliches Scharfstellen ermöglicht
- Belichtungsindex von ISO 100 bis ISO 25.600
- 9-Punkt-Autofokus mit insgesamt 9 Kreuzsensoren
- 3,0″-LCD-Touchscreen mit 720 × 480 Pixel (entspr. 3:2-Seitenverhältnis)
- iFCL-AE-Messsystem
- HDMI-Anschluss
- EOS Integrated Cleaning System für automatische Reinigung des Bildsensors
- Videomodus: Full HD 1.920 × 1.080 (29,97, 25, 23,976 B/s); 1.280 × 720 (59,94, 50 B/s); 640 × 480 (59,94, 50 B/s)
- 14-Bit-A/D-Wandler
- Kompatibel mit allen EF/EF-S-Objektiven und EX-Speedlites-Blitzgeräten
- DIGIC-5-Prozessor